# Erich Rothacker
Erich Rothacker (* 12. März 1888 in Pforzheim; † 10. August 1965 in Bonn) war ein deutscher Philosoph.

## Leben

### Herkunft und Ausbildung
Der Sohn des Großkaufmanns Emil Th. Rothacker verbrachte seine Kindheit in Neapel und Pforzheim. Dort legte er 1907 die Reifeprüfung am Reuchlin-Gymnasium ab. Es folgten Studien der Philosophie, Psychologie, Geschichte, Kunstgeschichte, Romanistik, Nationalökonomie sowie der Biologie und Medizin 1908/1909 in Kiel bei Paul Deussen, Götz Martius, Carl Neumann, Ferdinand Tönnies, 1909 und 1916 bis 1918 in Straßburg, 1909 bis 1913 in München bei Max Scheler, Moritz Geiger, Heinrich Wölfflin, Franz Doflein, Lujo Brentano, Karl Vossler, 1910 bis 1912 in Tübingen und 1913/1914 in Berlin, wo er u. a. bei Georg Simmel, Carl Stumpf, Benno Erdmann und Alfred Vierkandt hörte. Von 1916 bis 1918 leistete Rothacker Etappendienst im Elsass.
1911 wurde Rothacker an der Universität Tübingen bei Heinrich Maier mit einer Arbeit über den Historiker Karl Lamprecht promoviert, die in den Grundzügen schon seine zukünftige, wissenschaftliche Ausrichtung beinhaltete: die Erforschung der Auseinandersetzung des Menschen mit sich selbst (Anthropologie) und mit seiner geschichtlichen Leistung (Kultur). 1920 habilitierte ihn Heinrich Maier an der Ruprecht-Karls-Universität Heidelberg für Philosophie, dort wurde er 1920/21 Assistent am Philosophischen Seminar und ab 1924 nichtbeamteter außerordentlicher Professor. 1928 wechselte Rothacker als Nachfolger von Gustav Wilhelm Störring an die Rheinische Friedrich-Wilhelms-Universität Bonn, wo er 1929 die Professur erhielt. Hier lehrte er Philosophie und Psychologie und wurde spätestens 1940 Direktor des Psychologischen Instituts der Universität Bonn.

### Eintreten für den Nationalsozialismus
Rothacker gehörte zwischen 1919 und 1928 der DVP an, distanzierte sich aber zunehmend von der Weimarer Republik. Er unterzeichnete am 29. Juli 1932 einen Wahlaufruf von 51 Hochschullehrern für Adolf Hitler, wurde im November Mitglied im Nationalsozialistischen Deutschen Lehrerbund und trat zum 1. Mai 1933 der NSDAP bei (Mitgliedsnummer 2.081.851). Er unterzeichnete die Erklärung von 300 Hochschullehrern für Adolf Hitler im März 1933. Als Abteilungsleiter im Propagandaministerium war er 1933 der Verbindungsmann zur studentischen Bücherverbrennung unter dem Motto „Aktion wider den undeutschen Geist“. In einer von ihm für das Reichsministerium des Innern verfassten hochschulpolitischen Denkschrift vom 15. März 1934 erklärte Rothacker sich „mit allen gegen Juden ergriffenen Maßnahmen voll einverstanden“ und bezeichnete an anderer Stelle die von den Nationalsozialisten aus dem Hochschuldienst entfernten Dozenten als „kranke Organe unseres Organismus“.
In seinem 1934 publizierten Buch Geschichtsphilosophie, dem vierten Band des vom NS-Philosophen Alfred Baeumler herausgegebenen Handbuchs der Philosophie, befürwortete er die nationalsozialistischen Rassentheorien: „Neben Staatsgedanke, Deutschtumsgedanke, Volksgedanke steht als wesentlicher Bestandteil aller zugleich der Rassegedanke“. Doch hielt er Distanz zum Rassenverständnis von Hans F. K. Günther und betonte die Rolle des Kulturellen: „Die entscheidenden Schritte zur deutschen Einheit sind offensichtlich nicht der nordischen Rasse, die in Skandinavien reiner ist, sondern dem 'Preußischen Geist' und dem Geist der NSDAP zu verdanken, d. h. beide Male erkämpften Lebensstilen, Erziehungsprodukten, die, freilich aus dem Geiste nordischer Überlieferungen gezeugt, dennoch aus einem mit Güntherschen Maßstäben gemessen, rassisch sehr fragwürdigen Rohstoff geformt waren.“ Dies entsprach dem Rassenverständnis Hitlers, den er feierte: „Woraus mit der Instinktsicherheit des großen Staatsmannes Adolf Hitler die Folgerung gezogen hat, indem sein Lebensbuch der Idee der Volksgemeinschaft die erste Stelle in der Reihenfolge der politischen Werte anweist ...“ und weiter: „Also national-sozialistisch, wenn national deutsch, und wenn Sozialismus Volksverbundenheit bedeutet. Wenn dieser soziale Gesichtspunkt heute aus vielen Gründen im Vordergrunde der praktischen Innenpolitik und ihrer Ideologie steht, oft bis hart an die Grenze der Jüngerschen Apotheose des ‚Arbeiters‘ als der einzigen volks- und staatsbildenden Schicht, so wäre eine betont ‚nationale Erziehung‘ berufen, neben der ‚politischen Erziehung‘ und ‚sozialen Erziehung‘ einer bewussten Kulturpolitik den dritten unentbehrlichen Leitgedanken zu stellen.“ Konsequent arbeitete Rothacker einen Plan zur Erziehung im Nationalsozialismus aus und hielt sich dazu zwei Wochen im April 1933 in Joseph Goebbels’ Privatresidenz auf.
1934 wurde Rothacker Mitglied der nationalsozialistischen Akademie für Deutsches Recht und Mitbegründer des Ausschusses für Rechtsphilosophie. Während des Zweiten Weltkriegs beteiligte er sich am NS-Projekt „Kriegseinsatz der Geisteswissenschaften“.

### Wirken nach 1945
In der Nachkriegszeit nahm Rothacker – nach einer kurzzeitigen Suspendierung – 1947 seine Lehrtätigkeit wieder auf, da er es verstanden hatte, sich „als öffentlich aufgetretener Nazi-Gegner und NS-Geschädigte(n)“ zu präsentieren. Er blieb bis zu seiner Emeritierung 1956 Professor in Bonn. Auf dem Philosophenkongress im August 1948 in Mainz, dem zweiten Philosophenkongress nach 1945, hielt er einen Vortrag über Max Schelers Schrift Die Stellung des Menschen im Kosmos. 1955 gründete er die Zeitschrift Archiv für Begriffsgeschichte.
Rothacker galt als Begründer der geisteswissenschaftlichen Kulturanthropologie und wird zum Teil auch mit der Lebensphilosophie in Verbindung gebracht. Zu Lebzeiten zählte er sich selbst neben Scheler, Plessner und Gehlen zur Philosophischen Anthropologie. Rothacker war Doktorvater von Karl Albert, Jürgen Habermas, Hermann Schmitz sowie Lehrer von Karl-Heinz Ilting, Karl-Otto Apel und Gerhard Funke.

## Philosophie
Rothacker befasste sich anfangs vor allem mit Wilhelm Diltheys Grundlegung der Geisteswissenschaften in Auseinandersetzung mit der Historischen Schule. Dieser wird lebensphilosophisch umgedeutet, indem Rothacker dem Relativismus dadurch zu entgehen sucht, dass er die Erkenntnis als Ausdruck schöpferischer Lebenskraft sieht. 1926 publizierte er eine eigene logische und systematische Grundlegung. Darunter findet sich eine Typologie, die die Unterschiede in den Geisteswissenschaften auf verschiedene Weltanschauungen zurückführt. In dieser „neuen Kritik der Vernunft“ werden Theorien auf praktische Willensakte zurückgeführt, „auf Wille und Wahl“. Als geisteswissenschaftliche Methoden beschreibt er eine entwicklungsgeschichtliche, eine vergleichende und eine Methode des Organismusgedankens. In der Systematik weist er dem Begreifen, Erkennen und Verstehen je verschiedene Wahrheitsideale zu. Die Auswahl einer bestimmten Weltanschauung durch einen individuellen Geist führt er auf das Schicksal und auf tiefere Bewusstseinsschichten zurück. Das existentielle Interesse bindet Subjekt und Sache zusammen. Weltanschauliche Kämpfe seien im Leben unvermeidlich.
In den 1930er Jahren befasste sich Rothacker mit den „Schichten der Persönlichkeit“ (1938) nach dem Vorbild Sigmund Freuds, Max Schelers und Ludwig Klages’. Für das Unbewusste prägte er den Begriff der „Tiefenperson“. „Praktisch leben die Menschen aus ihrer Tiefenperson heraus.“ Unterhalb des wachen und klaren Gegenstandsbewusstseins durchsetzt und steuert das Ich sein bildhaftes Erleben durch eine spezifische Vorform, das gefühlsnahe Innesein, die „urtümliche und primitivste Form des entwickelten Bewusstseins“. Im weiteren Lebenswerk untersuchte Rothacker die Konstruktionsbedingungen der Kulturwelt in der Lebenswelt. Die grundsätzliche Weltoffenheit beschränkt sich durch die Entwicklung bestimmter Hinsichten und Interessennahmen. Eine zentrale Vermittlung zwischen Subjekt und Objekt übernimmt dabei die Sprache. So entstehen verschiedene Lebensstile mit Kulturgebilden als symbolischen Formen (ähnlich bei Ernst Cassirer). An diese Gedanken knüpfte auch der junge Jürgen Habermas an.

## Schriften
- Über die Möglichkeit und den Ertrag einer genetischen Geschichtsschreibung im Sinne Karl Lamprechts. phil. Diss., Tübingen 1912.
- Einleitung in die Geisteswissenschaften. Habilitationsschrift. Mohr, Tübingen 1920; 2. Auflage 1930. Nachdruck 1972.
- Logik und Systematik der Geisteswissenschaften. Handbuch der Philosophie. Oldenbourg, München, Berlin 1926; 3. Auflage, Bonn 1948.
- Geschichtsphilosophie. In: A. Baeumler, M. Schröter (Hrsg.): Handbuch der Philosophie. Oldenbourg, München, Berlin 1934, S. 3–150.
- Kulturen als Lebensstile. In: Zeitschrift für deutsche Bildung. 1934.
- Das Wesen des Schöpferischen. In: Blätter für deutsche Philosophie. Band 10. 1937.
- Die Schichten der Persönlichkeit. Barth, Leipzig 1938; 2. Auflage 1941. 7. Auflage 1966 bei Bouvier, Bonn.
- Probleme der Kulturanthropologie. In: Nicolai Hartmann (Hrsg.): Systematische Philosophie. Berlin 1942, S. 59–119.
- Mensch und Geschichte. Alte und neue Vorträge und Aufsätze. 1944; Neuauflage 1950.
- Die Kriegswichtigkeit der Philosophie. (= Kriegsvorträge der Rheinischen Friedrich-Wilhelms-Universität Bonn. Heft 37). Scheur, Bonn 1944.
- Schelers Durchbruch in die Wirklichkeit. Bouvier, Bonn 1948.
- Selbstdarstellung. (1940). In: Werner Ziegenfuß, Gertrud Jung (Hrsg.): Philosophen-Lexikon. Handwörterbuch der Philosophie nach Personen. 2 Bände. Band I. Berlin 1949/1950.
- Die Wirkung des Kunstwerkes. In: Jahrbuch für Ästhetik und allgemeine Kunstwissenschaft. Band 2. 1952/1953, S. 1–22.
- Die dogmatische Denkform in den Geisteswissenschaften und das Problem des Historismus (= Abhandlungen der Akademie der Wissenschaften und der Literatur. Geistes- und sozialwissenschaftliche Klasse. Jahrgang 1954, Band 6). Verlag der Akademie der Wissenschaften und der Literatur in Mainz (in Kommission bei Franz Steiner Verlag, Wiesbaden) Mainz 1954, S. 239–298.
- Psychologie und Anthropologie. In: Jahrbuch für Psychologie. 1. Halbband. 1957.
- Heitere Erinnerungen. Athenäum, Frankfurt am Main, Bonn 1963.
- Intuition und Begriff. Ein Gespräch mit J. Thyssen. Bouvier, Bonn 1963.
- Philosophische Anthropologie. Vorlesungen aus den Jahren 1953/1954. Bouvier, Bonn 1964; 2. Auflage 1966.

Postum
- Zur Genealogie des menschlichen Bewußtseins. Eingeleitet und durchgesehen von Wilhelm Perpeet. Bouvier, Bonn 1966.
- Gedanken über Martin Heidegger. Vortrag 1963. Bouvier, Bonn 1973.
- Das „Buch der Natur“. Materialien und Grundsätzliches zur Metapherngeschichte. Aus dem Nachlaß herausgegeben und bearbeitet von Wilhelm Perpeet. Bouvier, Bonn 1979.